# NHL 2K
NHL 2K är en serie ishockeyspel utgivna av 2K Sports. Den 25 maj 2011 meddelade man att spelserien läggs ner. I september 2014 släppte 2K Sports ett nytt spel till IOS och Android.

## Spel
| Titel           | Släppår |
| --------------- | ------- |
| NHL 2K          | 2000    |
| NHL 2K2         | 2002    |
| NHL 2K3         | 2002    |
| ESPN NHL Hockey | 2003    |
| ESPN NHL 2K5    | 2004    |
| NHL 2K6         | 2005    |
| NHL 2K7         | 2006    |
| NHL 2K8         | 2007    |
| NHL 2K9         | 2008    |
| NHL 2K10        | 2009    |
| NHL 2K11        | 2010    |
| NHL 2K          | 2014    |
| NHL SuperCard   | 2015    |

### Fotnoter
1. ↑  James O' Brien (26 maj 2011). ”2K Sports admits there will not be an NHL 2K12 game” (på engelska). Prohockeytalk. http://prohockeytalk.nbcsports.com/2011/05/26/2k-sports-admits-there-will-not-be-an-nhl-2k12-game/. Läst 20 maj 2014.
2. ↑  http://www.polygon.com/2014/9/17/6325023/2k-sports-brings-back-nhl-2k-on-mobile-platforms